# Reballada
En l'àmbit esportiu, una reballada és l'acció de colpejar la pilota amb la mà oberta, utilitzant la palma i els dits, per tornar-la a l'altre terreny de joc. Més concretament en el món de la pilota valenciana, una reballada també és el fet de llançar una moneda a l'aire per decidir la posició dels dos equips quan no s'havia pactat anteriorment.
Respecte a la primera accepció, una reballada potent i ben feta es pot observar, per exemple, quan l'equip col·locat a la part de la canxa on es realitza treta llença la pilota contra l'altre equip per iniciar la contesa.
Un exemple de la segona accepció ocorre quan l'home bo de la partida (el jutge), a l'inici de la partida, llença una moneda a l'aire amb una cara de color blau i l'altra de color roig, representant dels equips enfrontats. Aleshores, l'equip escollit per l'atzar elegeix el costat de la canxa on vol començar el primer joc de l'enfrontament o si prefereix estar en possessió del mòbil.